# Johann Anton Heinrich Neumcke
Johann Anton Heinrich Neumcke (* 11. Mai 1758 in Ellrich; † 11. Oktober 1826 in Benneckenstein) war ein deutscher Beamter und Bürgermeister.

## Leben
Johann Anton Heinrich Neumcke war der Sohn eines Kupferschmieds. Er besuchte bis 1772 die Stadtschule in Ellrich und ergriff nach seiner Konfirmation den Beruf seines Vaters als Kupferschmied. Nach Beendigung seiner Lehrzeit ging er als Geselle anfangs nach Riga und von da aus weiter nach Sankt Petersburg in Russland. In den letzten 1780er Jahren kehrte er zu seinen Eltern zurück, die seiner Hilfe bedurften, und inzwischen in ärmlichen Umständen lebten; um sie nun besser unterstützen zu können, ließ er sich als Kupferschmied in Ellrich nieder.
Kurz nach seiner Rückkehr nach Ellrich, heiratete er die Tochter eines Predigers; die Ehe wurde allerdings bereits nach wenigen Jahren wieder geschieden. In zweiter Ehe heiratete er die Tochter († 1810) des Amtmanns Kleemann in Werna, mit der fünf Kinder hatte, von denen ihn drei überlebten.
Er erwarb im Laufe der Zeit einen Kupferhammer in Ammern bei Mühlhausen, gab diesen jedoch 1806 wieder auf und pachtete eine Domäne in Benneckenstein; im selben Jahr wurde der Ort, nach der Niederlage Preußens bei Jena und Auerstedt, von den Franzosen besetzt und gehörte seit 1807 zum Königreich Westphalen. Diese Besetzung führte zu erheblichen Verlusten auf seiner gepachteten Domäne, weil er bis dahin die Preußen mit verschiedenen Materialien versorgt hatte.
Während der Flucht der Preußen hatte sich der preußische Minister Christian von Haugwitz bei ihm auf seine Domäne aufgehalten und in der Eile wichtige Papiere zurückgelassen, die Johann Anton Heinrich Neumcke darauf, unter Lebensgefahr, über die Elbe transportierte, um sie in sichere preußische Hände geben zu können. Nachdem 1813 die Preußen Napoleon besiegt hatten (siehe auch Befreiungskriege), wurde diese Tat durch das damalige Militärgouvernement in Halberstadt gewürdigt, und mit ihm wurden bedeutende Lieferverträge abgeschlossen. Bis dahin hatte er die ersten russischen Soldaten, die in Benneckenstein eintrafen, feierlich empfangen und diese freigiebig bewirtet; dies führte noch zu Drohungen aus dem Königreich Westphalen, die jedoch folgenlos blieben.
Nach dem Abzug der Franzosen ernannten ihn die preußischen Behörden zum Kreisamtmann und 1815 wurde er zum Bürgermeister in Benneckenstein gewählt; in diesem Amt blieb er bis zu seinem Tod.
1816 erwarb er einen größeren Forst des Fürsten Günther Friedrich Carl I. von Schwarzburg-Sondershausen und 1825 konnte er die Domäne Benneckenstein in Erbpacht übernehmen und an seinen Sohn vererben.

## Ehrungen und Auszeichnungen
Aufgrund seiner Verdienste wurde Johann Anton Heinrich Neumcke 1825 durch den Finanzminister Wilhelm Anton von Klewiz der Titel eines königlichen Oberamtmanns verliehen.